# Karsten Mackensen
Karsten Mackensen (* 1967) ist ein deutscher Musikwissenschaftler.

## Leben
Er studierte Musikwissenschaft, Germanistik und Philosophie in Gießen. Nach der Promotion 1999 an der Humboldt-Universität zu Berlin mit einer musiksoziologischen Arbeit zur Musikästhetik des 18. Jahrhunderts war er wissenschaftlicher Assistent im Lehrgebiet Musiksoziologie (Christian Kaden) der Humboldt-Universität zu Berlin. Nach der Habilitation 2014 an der Universität Gießen wurde er dort 2018 zum außerplanmäßigen Professor ernannt. 2015/16 übernahm er eine Vertretungsprofessur für Historische Musikwissenschaft an der TU Dresden. Seit 2021 ist er Professor für Musikwissenschaft an der Europa-Universität Flensburg.
Seine Forschungsschwerpunkte sind Musiksoziologie, Musikästhetik, musikalische Publizistik und Musikkritik, Musik und Musikbegriff der Frühen Neuzeit und Aufklärung und Musik.

## Schriften (Auswahl)
- Simplizität. Genese und Wandel einer musikästhetischen Kategorie des 18. Jahrhunderts. Kassel 2000.
- Musik und die Ordnung der Dinge im ausgehenden Mittelalter und in der Frühen Neuzeit. Frankfurt am Main Lang 2017.